# Tatiana Guderzo

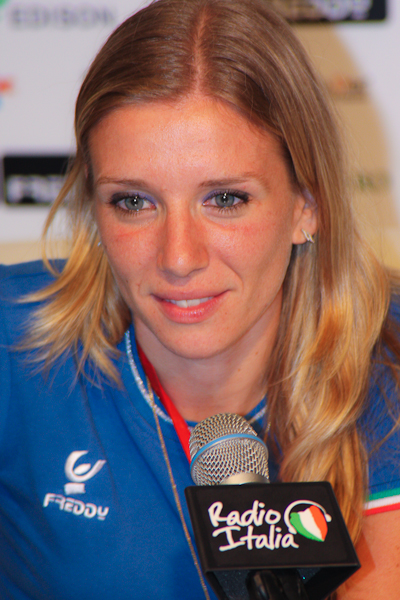
Tatiana Guderzo, 2008

Tatiana Guderzo, född den 22 augusti 1984 i Marostica, Italien, är en italiensk tävlingscyklist som tog OS-brons i linjeloppet vid olympiska sommarspelen 2008 i Peking. 